# Хайнрих V фон Щолберг
Хайнрих фон Щолберг (на немски: Heinrich zu Stolberg; * ок. 1270; † 29 януари или между 30 април и 21 октомври 1357) от фамилията Дом Щолберг, е като Хайнрих V (IV) епископ на Мерзебург (1341 – 1357).

## Биография
Той е син на Хайнрих II († 1272), граф на Щолберг, и първата му съпруга Аделхайд фон Хенеберг († 1253/1259), вдовица на граф Лудвиг II фон Ринек, дъщеря на граф Попо VII (XIII) фон Хенеберг († 1245).
Хайнрих е през 1290 г. ученик в катедралата на Вюрцбург, от 1317 г. архидякон във Вюрцбург, през 1319 г. каноник в Мерзебург, между 1319 и 1340 г. каноник във Вюрцбург, от 1326 г. каноник в Магдебург и Камин, от 1331 г. провост в Мозбах и от 1341 до 1357 г. епископ на Мерзебург.